# أمنون ياريف
أمنون ياريف (بالعبرية: אמנון יריב‏) هو عالم أمريكي إسرائيلي في مجال فيزياء تطبيقية، هندسة كهربائية ولد في أبريل 1930، اشتهر بعمله في الكهرضوئيات حائز على جائزة قلادة العلوم الوطنية الأمريكية (2009).

## وصلات خارجية
- الموقع الرسمي لجائزة قلادة العلوم الوطنية الأمريكية